# Rekin piaskowy
Rekin piaskowy (Odontaspis ferox) – gatunek dużego rekina z rodziny Odontaspididae, zamieszkujący tropikalne i umiarkowane wody wszystkich oceanów. Zasięg jego występowania, mimo że kosmopolityczny, jest poprzerywany. Preferuje głębinowe siedliska o skalistym dnie, chociaż spotykany jest czasami również w płytkich piaszczystych wodach. Sezonowo migruje, co roku powracając na te same obszary występowania. Ten rzadki gatunek mylony jest często z uwagi na liczne podobieństwa morfologiczne z tawroszem piaskowym (Carcharias taurus), który w przeciwieństwie do rekina piaskowego ma równej wielkości płetwy grzbietowe. Osiąga maksymalnie 4,1 m długości i 289 kg masy.
Niewiele wiadomo o biologii i zachowaniu tego gatunku. Jest to aktywny drapieżnik, polujący na żyjące przy dnie ryby kostnoszkieletowe, ryby chrzęstnoszkieletowe oraz bezkręgowce. Gatunek ten uważany jest za jajożyworodny, podobnie jak inne lamnokształtne. Pomimo dużych rozmiarów i groźnego wyglądu, rekin ten cechuje się spokojnym usposobieniem i nie wykazuje agresji względem człowieka, co potwierdza brak danych o atakach na ludzi.
Zanotowano spadek wielkości populacji zamieszkujących Morze Śródziemne oraz inne rejony, choć dostępne dane są niewystarczające do pełnej oceny stanu całej populacji. Międzynarodowa Unia Ochrony Przyrody uznała gatunek ten za narażony na wyginięcie (VU).

## Taksonomia i filogenetyka
Rekin ten został pierwotnie opisany pod nazwą gatunkową Squalus ferox w 1810 roku przez włosko-francuskiego zoologa Antoine Risso na podstawie osobnika wyłowionego u wybrzeży Nicei we Francji. W 1838 roku Louis Agassiz stworzył dla tego taksonu rodzaj Odontaspis. Na podstawie różnic w kształcie zębów oraz ubarwienia subpopulacji zamieszkującej wybrzeża Australii, Gilbert Percy Whitley w 1950 roku wydzielił z niego nowy gatunek O. herbsti. Oba taksony zsynonimizował w 1984 amerykański ichtiolog Leonard Compagno. Pochodzący z łaciny epitet gatunkowy ferox oznacza „ostry”, zaś nazwa rodzajowa jest połączeniem greckich słów odous (ząb) i aspis (tarcza).
Analiza filogenetyczna bazująca na mitochondrialnym DNA przeprowadzona przez Gavina Naylora i innych w 1997 roku sugeruje, że rekin piaskowy i jego krewniak Odontaspis noronhai, są spokrewnione bliżej z kosogonowatymi (Alopiidae) niż z tawroszem piaskowym (Carcharias taurus), do którego wykazują największe podobieństwo. Gdyby to się potwierdziło, może to oznaczać, że podobieństwa morfologiczne między tymi gatunkami powstały w wyniku ewolucji konwergentnej. Skamieniałe zęby należące do tego gatunku, odkryte we Włoszech i Wenezueli, datowane są na dolny Pliocen (5,3–3,6 Ma).

## Cechy morfologiczne

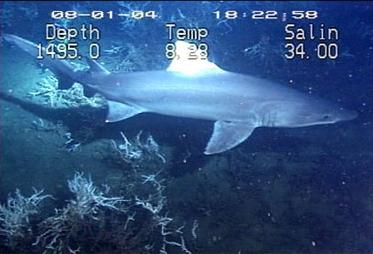
Widoczna różnica w rozmiarze płetw grzbietowych

Rekin piaskowy ma masywne wydłużone wrzecionowate ciało. Pysk lekko spłaszczony z uniesionym ku górze czubkiem oraz U-kształtnym otworem gębowym. Oczy są średniej wielkości, z dużymi okrągłymi źrenicami (w przeciwieństwie do tawrosza piaskowego, który ma szczelinowate źrenice), pozbawione fałd półksiężycowatych spojówek (ochraniających migotkę). W otworze gębowym znajdują się ciasno rozmieszczone wystające ku przodowi zęby. Pierwszy rząd zębów ułożony jest pionowo, a każdy kolejny coraz bardziej pochylony ku tyłowi. Trzon górnych zębów jest masywny i wrzecionowaty o piłkowanych krawędziach po obu stronach, podstawa jest szeroka, bocznie spłaszczona. Mniejsze dolne zęby mają delikatnie ząbkowane ostre krawędzie i szerszą podstawę o chropowatej tylnej powierzchni. W razie utraty któregoś z zębów na jego miejsce przesuwa się następny z kolejnego rzędu. W górnej szczęce znajdować może się 48–56 zębów, w dolnej zaś 36–46.
Tępo zakończona pierwsza płetwa grzbietowa przypomina łagodnie wygięty ku tyłowi sierp. Jej przednia krawędź leży dokładnie nad tylną krawędzią podstawy płetw piersiowych. Mniejsza druga płetwa grzbietowa ma romboidalny kształt i szerszą niż przednia krawędź podstawę. Umiejscowiona jest tuż za dystalną krawędzią płetwy odbytowej. Ostro zakończone płetwy piersiowe są długie i szerokie, z mocno zagiętą dystalną krawędzią. Proporcjonalnie duże płetwy brzuszne, podobnie jak druga płetwa grzbietowa, mają romboidalny kształt, lecz dużo szerszą podstawę. U samca z części płetw brzusznych wykształcił się narząd kopulacyjny zwany pterygopodium. Płetwa odbytowa jest większa od drugiej płetwy grzbietowej. Ma zaokrągloną, mocno wygiętą ku tyłowi dolną i ostrą wolną górną końcówkę. Na końcu ogona mieści się długa, heterocerkiczna, asymetryczna płetwa ogonowa. Na końcu jej górnego łuku, kilkukrotnie dłuższego od dolnego, mieści się szeroki wydłużony fałd skórny poprzedzony wyraźnym sierpowatym wcięciem. Skórę pokrywają romboidalne połyskujące łuski plakoidalne. Grzbiet rekina cechuje się ciemnoszarą lub szaro-brązową barwą. Spód, boki oraz tył korpusu są nieco jaśniejsze. Młode osobniki są ciemniejsze niż dorosłe. Cechą charakterystyczną tego gatunku są nieregularne wzory złożone z małych plamek występujące na grzbiecie i bokach, różniące się pod względem wzoru, rozmiaru i gęstości. Ubarwienie może różnić się w zależności od obszaru występowania. Rekin piaskowy osiąga maksymalną długość 4,1 metra oraz masę do 289 kilogramów. Istnieją niepotwierdzone dane o znacznie większych osobnikach zaobserwowanych rzekomo w wodach wokół należącej do Kolumbii wyspy Malpelo.

## Występowanie i środowisko

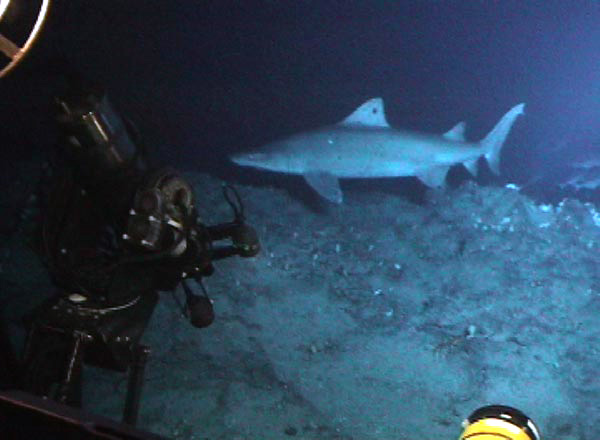
Rekin piaskowy w morskim rezerwacie Flower Garden Banks u wybrzeży Florydy

Rekin piaskowy zamieszkuje rozproszone obszary wód tropikalnych i umiarkowanych całego świata. Na wschodzie Atlantyku spotykany w Zatoce Biskajskiej, Morzu Śródziemnym, Morzu Adriatyckim, Morzu Tyrreńskim, Morzu Jońskim, Morzu Liguryjskim oraz u wybrzeża Maroko, Sahary Zachodniej, Mauretanii i Senegalu. Na zachodzie odnotowano obecność u wybrzeży Stanów Zjednoczonych, od Maine na północy po Karolinę Północną na południu oraz w Zatoce Meksykańskiej i Cieśninie Jukatańskiej u wybrzeży Półwyspu Jukatańskiego. Na Oceanie Spokojnym spotykany jest w Zatoce Kalifornijskiej, u południowych wybrzeży japońskich wysp Kiusiu, Sikoku i Honsiu, w wodach wokół Nowej Zelandii, Nowej Kaledonii i Hawajów. Na obszarze Oceanu Indyjskiego obserwuje się tego rekina u wybrzeży Mozambiku i Południowej Afryki, w wodach wokół Wyspy Cejlon, Wysp Czagos, Lakszadiwów, Malediwów, Amirantów, Seszeli, Komorów, Wysp Bożego Narodzenia oraz w Morzu Timor.
Uznawany zwykle za gatunek głębinowy, rekin piaskowy występuje na głębokości do 880 metrów poniżej poziomu morza. Większość czasu spędza w pobliżu dna oceanicznego. Preferuje skaliste dno na pograniczach szelfów kontynentalnych lub górnych części stoków kontynentalnych, a także wokół podmorskich grzbietów i wulkanów. Istnieją doniesienia o napotkaniu tego gatunku blisko szczytów skalistych raf koralowych oraz w płytkich strefach otwartych wód. W basenie Morza Śródziemnego rekin ten występuje w wodach o głębokości do 250 m, co sprzyja obserwacji przez turystów podczas nurkowania. Istnieje kilka doniesień o występowaniu tego gatunku w płytkich piaszczystych wodach archipelagu Fernando de Noronha i wokół Wyspy Kokosowej. Preferuje temperaturę w granicach 6–20 °C, dlatego też na obszarach tropikalnych rekin ten schodzi na większe głębokości, w poszukiwaniu chłodniejszych wód.

## Ekologia i zachowanie

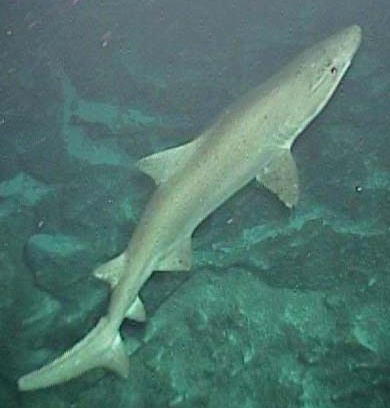
Rekin piaskowy w wodach Northampton Seamount. Na otwartych wodach oceanicznych, gatunek ten jest silnie związany z podwodnymi grzbietami i górami

Rekin piaskowy jest aktywnym, szybko pływającym drapieżnikiem. Dorosłe osobniki są samotnikami, lecz spotykane są czasem w małych skupiskach liczących do pięciu osobników. Pojedyncze osobniki zamieszkują dość duże obszary, przemieszczając się wzdłuż podwodnych grzbietów górskich. Gatunek ten ma dużą oleistą wątrobę, dzięki której zwierzęta przy minimalnym wysiłku bez problemu utrzymują się w toni wodnej. W miejscu zwanym Shark Point w pobliżu Bejrutu u wybrzeży Libanu spotyka się w sezonie małe grupy rekinów piaskowych spędzające okres godowy w pobliżu dna morskiego raf koralowych na głębokości 30–45 metrów. Udowodniono, że zwierzęta te migrują i co roku wracają na te same obszary. Prawdopodobnie jest to spowodowane sezonem godowym, lecz brak na to szczegółowych informacji. Zaobserwowano kilka specyficznych zachowań podczas kontaktu z innymi osobnikami tego samego gatunku; potrząsanie pyskiem, gwałtowne zawracanie w miejscu oraz szybkie potrząsanie płetwą ogonową w momencie zagrożenia.

### Interakcje międzygatunkowe
Dorosłe osobniki nie mają naturalnych wrogów z uwagi na duże rozmiary, lecz opisywano sytuację podgryzania płetw rekinów piaskowych przez rekina foremkowego (Isistius brasiliensis). Jednym ze znanych pasożytów tego gatunku jest tasiemiec Lithobothrium gracile, pasożytujący w dolnej części jelit. Mierząca 3,7 metra dorosła samica wyłowiona martwa w pobliżu Fuerteventura u wybrzeży Wysp Kanaryjskich miała w sercu, wewnątrz jamy brzusznej i w mięśniach grzbietu liczne węgorzokształtne ryby pasożytnicze z gatunku Simenchelys parasitica. Nie wiadomo, czy pasożyty te spowodowały śmierć zwierzęcia.

### Odżywianie

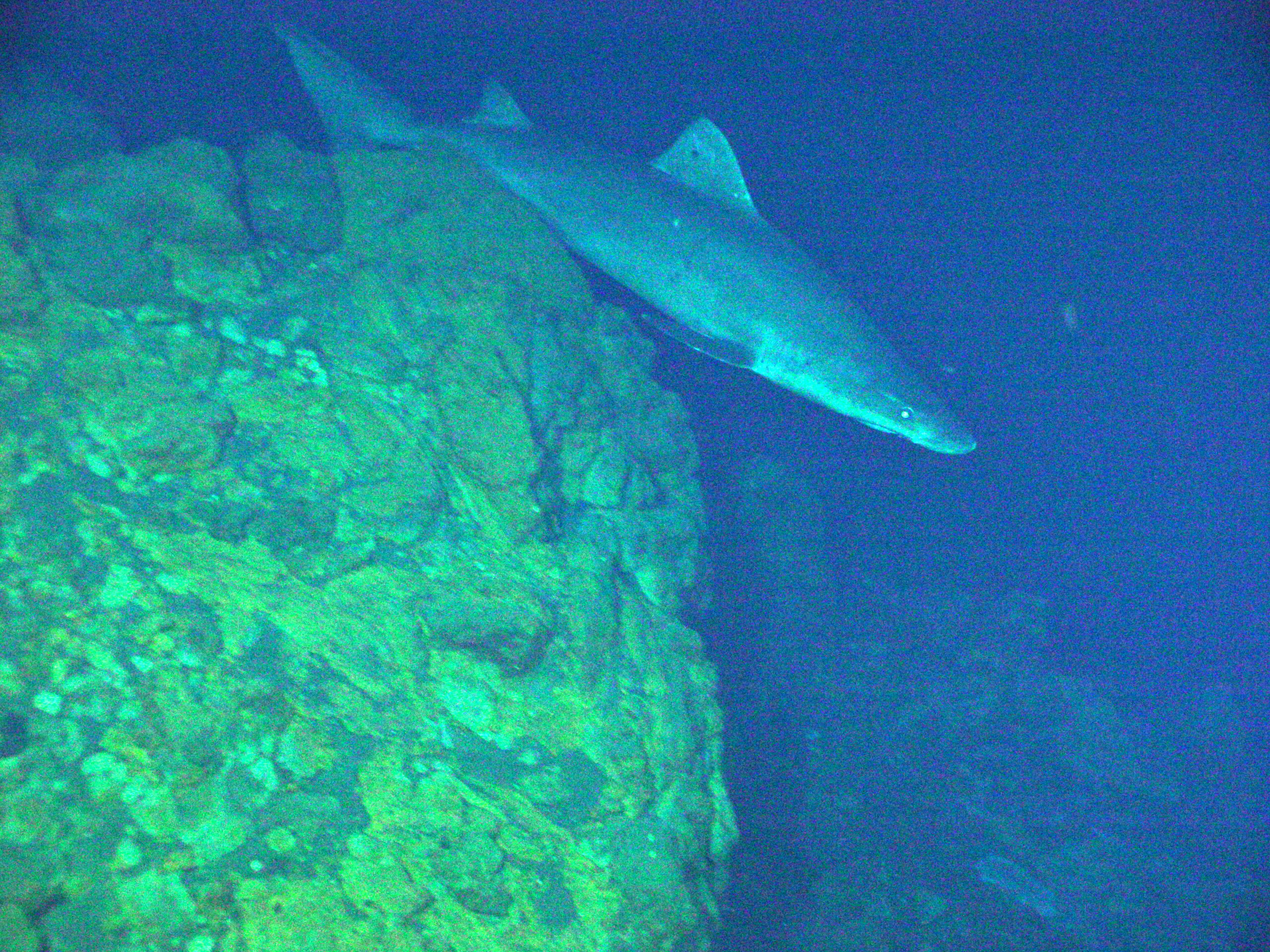
Rekin piaskowy sfotografowany w pobliżu ujścia wód hydrotermalych w okolicy podwodnego wulkanu Kasuga-2. Mniejsze osobniki mają zwyczaj przebywania na większych głębokościach przez dłuższy czas

W porównaniu z tawroszem piaskowym zęby rekina piaskowego są mniej wytrzymałe i nieprzystosowane do rozrywania i cięcia, co sugeruje, że rekin ten preferuje ofiary o mniejszym rozmiarze. Jego dieta składa się w głównej mierze z ryb kostnoszkieletowych w tym skorpenowanych (Sebastes), ryb chrzęstnoszkieletowych oraz bezkręgowców takich jak krewetki, głowonogi i równonogi. Największą zanotowaną ofiarą rekina piaskowego był mierzący 1,3 m rekin z gatunku liksa (Dalatias licha, scymnowate), znaleziony w żołądku 2,9-metrowego samca wyłowionego u brzegów Nowej Kaledonii.

### Rozmnażanie
Brak danych na temat schwytania zapłodnionej samicy rekina piaskowego. Gatunek ten uważany jest za jajożyworodny, podobnie jak inne lamnokształtne. W 1996 roku Villaviencio-Garayzar opisał 3,6-metrową samicę złowioną w wodach Zatoki Kalifornijskiej, w której prawym jajniku znajdowały się setki komórek jajowych, gotowych do przeistoczenia się w świeże zarodki. Prawdopodobnie, podobnie jak u tawrosza piaskowego, w ciele matki występuje kanibalizm wśród młodych. Szacuje się, że młode w chwili narodzin mierzą 1,0–1,1 metra. Wszystkie opisane niedojrzałe okazy złowione zostały na głębokości nie mniejszej niż 200 metrów poniżej powierzchni morza, jedynie dorosłe osobniki spotykane były na mniejszych głębokościach. Wskazuje to na naturalną technikę ochrony przed atakami drapieżników takich jak żarłacz biały (Carcharodon carcharias) na młode osobniki. Samce osiągają dojrzałość płciową przy długości 2,0–2,5 metra, zaś samice po osiągnięciu 3,0–3,5 metra. Drobne blizny zaobserwowane na grzbietach dorosłych osobników, związane są prawdopodobnie z zalotami i kopulacją.

## Relacje z ludźmi

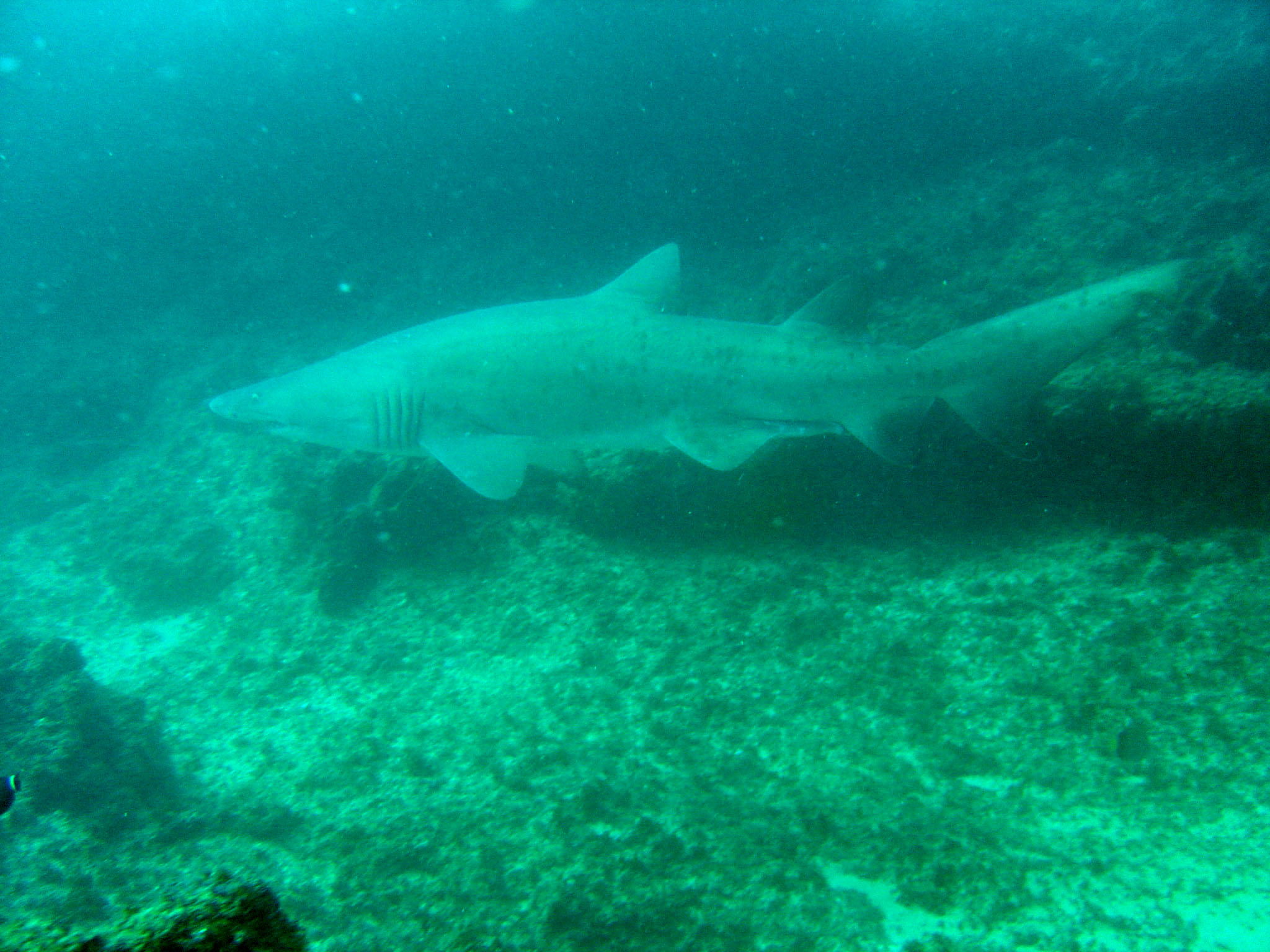
Rekin piaskowy w okolicy Aliwal Shoal u wybrzeży Republiki Południowej Afryki

Liczne spotkania nurków z rekinami piaskowymi wykazały, że gatunek ten pomimo dużych rozmiarów i groźnego wyglądu cechuje się spokojnym usposobieniem i nie wykazuje agresji względem człowieka nawet w przypadku bezpośredniego kontaktu. Czasami znajdowany jako przyłów w połowach za pomocą sieci skrzelowych, włoków dennych i takli, szczególnie na obszarach Morza Śródziemnego oraz u południowych wybrzeży Japonii. Zwykle po złowieniu wyrzucane za burtę, z wyjątkiem Japonii, gdzie spożywa się mięso tego gatunku (choć uznawane jest za gorsze od mięsa tawrosza piaskowego) oraz przetwarza się olej z wątroby. Wykorzystuje się również płetwy, szczęki i chrząstki, choć mają one niewielką wartość.
Badania prowadzone od lat 70. XX wieku wykazują, że populacje rekina piaskowego zamieszkujące płytkie wody są bardziej zagrożone, niż wcześniej sądzono. Dostępne dane są niewystarczające do pełnej oceny stanu całej populacji. Międzynarodowa Unia Ochrony Przyrody nie ma wystarczających informacji, by dokładnie ustalić stopień zagrożenia całego gatunku. W wodach australijskich (IUCN) rekin ten uznany jest za gatunek narażony na wyginięcie (VU), z uwagi na 50% spadek liczebności w okolicach Nowej Południowej Walii od 1970 roku. Prawdopodobnie również populacja zamieszkująca wody Morza Śródziemnego zmniejszyła się z powodu degradacji siedlisk, przełowienia, zanieczyszczenia wód i innych ingerencji człowieka. Gatunek ten został objęty ochroną u wybrzeży Australii w 1984 roku z uwagi na objęcie ochroną tawrosza piaskowego, z którym często mylony jest rekin piaskowy. Jednakże przepisy te okazały się trudne do wyegzekwowania.